# 朱紹鳳
朱紹鳳（1601年—1664年），字儀聖，號蒿菴，直隸松江府上海縣人，清朝政治人物，同进士出身。

## 生平
明崇禎六年（1633年），朱紹鳳舉癸酉科應天府鄉試。清顺治六年（1649年），登进士，授知縣。顺治十三年（1656年），任吏科給事中。顺治十四年，任刑科右給事中。顺治十五年，任禮科左給事中。顺治十六年（1659年），任戶科都給事中。